# Drujne, Lebedîn
Drujne (în ucraineană Дружне) este un sat în comuna Hrînțeve din raionul Lebedîn, regiunea Sumî, Ucraina.

## Demografie
Componența lingvistică a localității Drujne
     Ucraineană (100%)
Conform recensământului din 2001, toată populația localității Drujne era vorbitoare de ucraineană (100%).